# Суворовська сільська рада (Благовіщенський район)
Суво́ровська сільська рада (рос. Суворовский сельский совет) — сільське поселення у складі Благовіщенського району Алтайського краю Росії.
Адміністративний центр — село Суворовка.

## Населення
Населення — 944 особи (2019; 1044 в 2010, 1241 у 2002).

## Склад
До складу сільської ради входять:
| Населений пункт     | Населення, осіб (2002) | Населення, осіб (2010) |
| ------------------- | ---------------------- | ---------------------- |
| Преградинка, селище | 437                    | 345                    |
| Суворовка, село     | 597                    | 554                    |
| Хорошавка, селище   | 207                    | 145                    |